# Тиамат
Тиа́мат — женское олицетворение первобытного океана-хаоса солёных вод, из которого родилось всё (в том числе и боги) в шумеро-вавилонской мифологии. Согласно шумеро-аккадскому космогоническому эпосу «Энума элиш», Тиамат смешала свои воды с Абзу, тем самым дав начало миру. Тиамат предположительно изображалась в виде дракона или гидры с семью головами, в тексте «Энума элиш» упоминается как женщина; народившиеся боги вступили с ней в борьбу, а убивший её Мардук из её тела создаёт небо и землю.
Так как при написании слова «Тиамат» в «Энума элиш» отсутствует детерминатив DINGIR, означающий «божество», Тиамат логично считать скорее природным элементом/стихией, чем богиней.

## Этимология
Торкильд Якобсен и Вальтер Буркерт считают, что оно может происходить от аккадского слова «тамту» (tâmtu) — море, ранняя форма которого «тиамтум» (ti’amtum). Или же в этом имени объединились два шумерских слова: «ти» (ti)- жизнь и «ама» (ama) — мать.
Буркерт видит связь слова с Тефидой (Tethys) и поздней её формой thalatth, схожей с греческим θάλασσα — «море».
Поэма «Энума элиш» названа так по первым словам: «когда наверху» не существовало небес, и не существовало земли внизу, существовали только пресноводный океан Апсу «первый, лучший», и солёный океан Тиамат «та, что родила всех» и «все мешались в её водах». В Месопотамии считалось, что женские божества были старше мужских, и Тиамат была частью культа, обожествляющего созидающую силу воды.
Харриет Кроуфорд обнаруживает смешение вод в природе в Персидском заливе, когда пресные воды Арабского аквифера смешиваются с солёными водами моря.
Тиамат также связывают с западно-семитским tehom (תהום) (глубина, бездна) в 1-й Книге Бытия.

## В массовой культуре
- Tiamat  — шведская дум/дэт-метал группа.
- Песня «Тиамат-блюз» присутствует в альбоме «Символ Солнца», выпущенном в 2023 году фолк-рок группой «Мельница».
- «Советская Тиамат» — выражение из дневников Ольги Фрейденберг[9].
- В мифологии миров ролевой системы Dungeons&Dragons существует пятиглавая богиня хроматических драконов по имени Тиамат[10].
- В видеоиграх Spelunky 2 и Darksiders Тиамат является боссом.
- В игре «Клуб Романтики» существует история «Цветок из огня Тиамат», написанная по мотивам шумерской мифологии.